# MagSafe
MagSafe (magpod)— разъём питания для ноутбуков компании Apple. Впервые был представлен в сочетании с MacBook Pro на выставке Macworld Expo в Сан-Франциско 10 января 2006 года компанией Apple. Разъём MagSafe удерживается на месте магнитами, поэтому, если кто-то случайно заденет шнур, он просто и безопасно для ноутбука отсоединится.  
С 2020 года под названием MagSafe выпускается серия аксессуаров с магнитными вставками для iPhone 12 и новее.

## Функции

### MagSafe

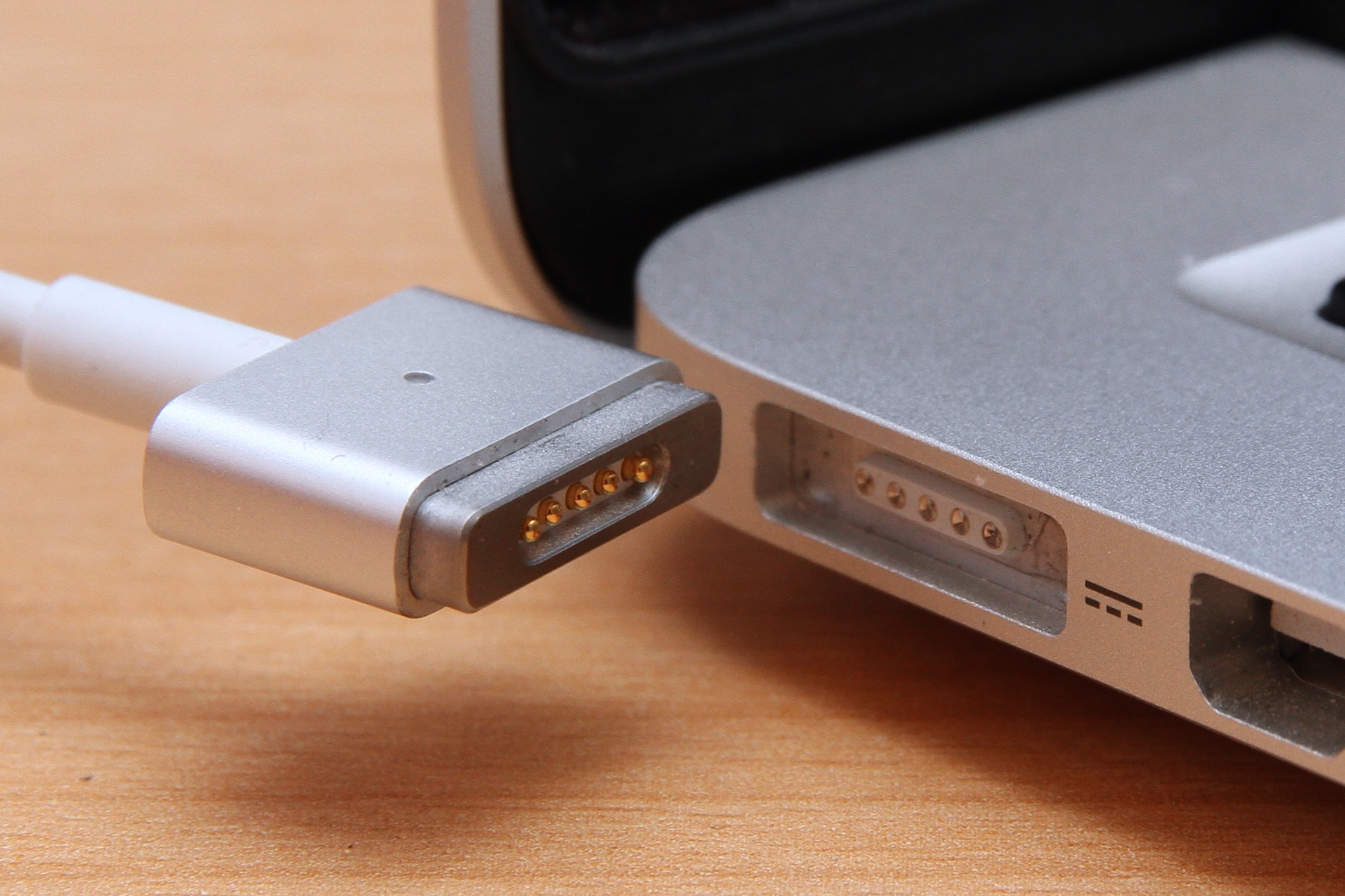
Адаптер MagSafe 2, который поставлялся с моделями MacBook Pro и MacBook Air начиная с 2012 года

Во время зарядки индикатор на разъёме горит оранжевым светом, при полном уровне заряда — зеленым.
Контакты разъёма MagSafe спроектированы так, что прямоугольный разъём можно вставить в любой ориентации. Хотя MagSafe 45 Вт (MacBook Air), 60 Вт (MacBook) и 85 Вт (MacBook Pro) идентичны, Apple рекомендует использовать только родные адаптеры. Блок питания MacBook Air меньше, но разъём MagSafe такого же размера. (Примечание: MacBook Pro 13" использует зарядное устройство 60 Вт, в то время как 15" и 17" используют 85 Вт).
Apple владеет патентом США № 7311526, «Магнитный разъём для электронного устройства».

### MagSafe 2
11 июня 2012 года MagSafe 2 был представлен на MacBook Air и MacBook Pro с дисплеем Retina на WWDC 2012. Он был сделан тоньше, чтобы соответствовать более тонким ноутбукам, а также шире, чтобы сохранить силу магнитного захвата. Он также возвращается к Т-образному дизайну, который направлен прямо вперед, а не к L-образной форме, проходящей вдоль боковой части машины. MagSafe 2 можно найти на ноутбуках MacBook Pro (модели Retina 2012-2015 годов выпуска) и MacBook Air (2012-2017 годов выпуска).
Получившаяся форма несовместима со старым разъемом MagSafe; Apple выпустила адаптер MagSafe для MagSafe 2, который также поставлялся в комплекте с дисплеем Thunderbolt, в котором использовался первый разъем MagSafe. Разъем неоднократно подвергался критике.

### MagSafe 3
18 октября 2021 года компания Apple анонсировала обновленные 14- и 16-дюймовые модели MacBook Pro с MagSafe 3. MagSafe 3 использует съемный кабель с концом USB-C, который подключается к источникам питания, поддерживающим мощность до 140 Вт и USB-C Power Delivery 3.1.
Разъем MagSafe 3 тоньше своего предшественника; MagSafe 1 и MagSafe 2 не могут быть использованы с портом MagSafe 3.
В июне 2022 года Apple анонсировала MacBook Air на чипе M2 с MagSafe 3 и тремя новыми кабелями, подходящими по цвету.